# San Pier Damiani ai Monti di San Paolo
San Pier Damiani ai Monti di San Paolo (in latino: Diaconia Sancti Petri Damiani ad Montes Sancti Pauli) è una diaconia istituita da papa Paolo VI nel 1973 con la costituzione apostolica Augescentibus in dies. La diaconia insiste sulla chiesa di San Pier Damiani.

## Titolari
- Pietro Palazzini (5 marzo 1973 - 12 dicembre 1974 nominato cardinale diacono di San Girolamo della Carità)
- Vacante (1974 - 2003)
- Gustaaf Joos (21 ottobre 2003 - 2 novembre 2004 deceduto)
- Agostino Vallini (24 marzo 2006 - 24 febbraio 2009); titolo pro hac vice dal 24 febbraio 2009